# 810
810 (DCCCX) var ett normalår som började en tisdag i den julianska kalendern.

## Händelser

### Okänt datum
- Den danske kungen Godfred attackerar friserna men mördas samma år av en av sina trotjänare. Han efterföljs på tronen av sin brorson Hemming. (Källa: Annales Regni Francorum.)
- I Hamburg invigs en kyrka där Heridag insätts som kyrkoherde. Hamburgområdet blir nu en kristen bas för missionssträvandena mot norr.
- Idris II bygger Kairouyinemoskén, i Fez.

## Födda
- Anastasius Bibliothecarius, motpåve från augusti till september 855.
- Kenneth I MacAlpin, kung av Skottland 843–858.
- Johannes Scotus Erigena.

## Avlidna
- Godfred av Danmark.
- Rotrude, prinsessa av Frankerriket.